# Zenionidae
Zenionidae, porodica morskih riba iz reda Zeiformes pred obalom Južne Afrike i tropskim predjelima zapadnog Pacifika. Obuhvaća tri roda s ukupno sedam poznatih vrsta.

## Opis
Zenionidae su malene ribe dužine oko 10 centimetara, dok su najveće Zenion leptolepis koje mogu narasti do 16 centimetara. Zdjelična peraja s jednom bodljom koja je duga, jako nazubljena i snažna. Bodlje analne peraje, ako postoje, 1 ili 2. Gornja čeljust izrazito izbočena, njezina duljina podjednaka je promjeru oka; čeljusti sa sitnim zubima. Kralješci 25 - 27; branhiostegalnih šipčica 7 ili 8. Javlja se u prilično dubokim vodama, 300-600 metara.

## Vrste
1. Capromimus abbreviatus (Hector, 1875)
2. Cyttomimus affinis Weber, 1913
3. Cyttomimus stelgis Gilbert, 1905
4. Zenion hololepis (Goode & Bean, 1896)
5. Zenion japonicum Kamohara, 1934
6. Zenion leptolepis (Gilchrist & von Bonde, 1924)
7. Zenion longipinnis Kotthaus, 1970